# Forgot About Dre

"Forgot About Dre" é um single do rapper Dr. Dre com participação de Eminem. Presente no álbum 2001 ela foi vencedora do Grammy Awards 2001 na categoria "Melhor Performance de Rap por um Duo ou Grupo". A faixa alcançou o número 25 na Billboard Hot 100 #14 na parada americana de R&B, e #7 na UK Singles Chart. Lançado como o terceiro e último single do álbum, como "Still D.R.E.", a canção fala dos críticos de Dre em uma maneira provocadora, enquanto Dre anucia seu retorno para a cena do hip-hop e faz os ouvintes se lembrarem de sua influência significante no gênero.

## Lista de faixas
- UK CD single #1[1]

1. "Forgot About Dre" (Video Version) - 3:42
2. "Still D.R.E." (featuring Snoop Dogg) - 4:34
3. "Forgot About Dre" (Instrumental) - 3:42
4. "Forgot About Dre" (Explicit Music Video) - 3:45

- UK CD single #2[2]

1. "Forgot About Dre" (Clean Version) - 3:42
2. "Still D.R.E." (Clean Version) (featuring Snoop Dogg) - 4:34
3. "Forgot About Dre" (Instrumental) - 3:42
4. "Forgot About Dre" (Clean Music Video) - 3:45

- 12" vinyl[3]

1. "Forgot About Dre" (Director's Cut Video Version) - 4:28
2. "Forgot About Dre" (A cappella version) - 3:36
3. "Forgot About Dre" (Instrumental) - 3:42
4. "The Next Episode" (Instrumental) - 2:41

## Paradas musicais
| Parada (2000)                                  | Posição topo |
| ---------------------------------------------- | ------------ |
| Estados Unidos Billboard Hot R&B/Hip-Hop Songs | 14           |
| Estados Unidos Billboard Top 40 Mainstream     | 32           |
| Estados Unidos Billboard Rhythmic Top 40       | 3            |
| Estados Unidos Billboard Top 40 Tracks         | 24           |
| Estados Unidos ( Billboard Hot 100 )           | 25           |
| Reino Unido ( UK Singles Chart )               | 7            |
| Irlanda ( Singles Chart )                      | 20           |

| Final do ano das paradas (2000)  | Posição |
| -------------------------------- | ------- |
| Estados Unidos Billboard Hot 100 | 73      |

| Prêmios e realizações    | Prêmios e realizações                                                | Prêmios e realizações    |
| ------------------------ | -------------------------------------------------------------------- | ------------------------ |
| Precedido por You Got Me | Grammy Award para Melhor Performance de Rap por um Duo ou Grupo 2001 | Sucedido por Ms. Jackson |